# João de Castro
João de Castro, född 7 februari 1500 och död 6 juni 1548, var en portugisisk fältherre och sjöfarare.
Castro beskrev i Roteiro (utgiven först 1833) sin färd till Röda havet 1540, och förvärvade sig som ståthållare i Ostindien från 1545 stor ära genom försvaret av Diu mot araberna.